# Juan Alonso Pérez de Guzmán y Osorio

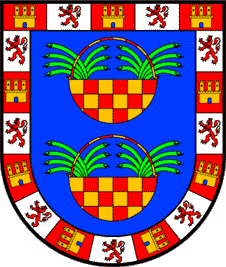
Escudo Medina-Sidonia

Juan Alonso Pérez de Guzmán y Osorio (20 de dezembro de 1342 — 5 de outubro de 1396) foi um nobre espanhol pertencente à Casa de Medina-Sidonia, foi 4º Senhor de Sanlúcar, I Senhor de Olvera e I Conde de Niebla.

## Relações familiares
Foi filho de Juan Alonso Pérez de Guzmán e da sua segunda esposa D. Urraca Osório e irmão de Alonso Pérez de Guzmán y Osorio, III Senhor Sanlúcar. Casou com Beatriz de Castela e Ponce de Leão, filha bastarda do rei Henrique II de Castela, rei de Castela. Deste casamento nasceu Henrique Pérez de Guzmán y Castela que foi 5º Senhor Sanlúcar e 2º Conde de Niebla.